# Carly Pearce (álbum)
Carly Pearce es el segundo álbum de estudio homónimo de la cantante estadounidense country Carly Pearce. El álbum fue lanzado el 14 de febrero de 2020 por Big Machine Récords.

## Lista de canciones
| N.º   | Título                                          | Duración |  |
| 1.    | «Closer to You»                                 | 3:07     |  |
| 2.    | «Call Me»                                       | 3:42     |  |
| 3.    | «I Hope You're Happy Now (Dueto con Lee Brice)» | 3:18     |  |
| 4.    | «Dashboard Jesus»                               | 3:11     |  |
| 5.    | «Halfway Home»                                  | 3:21     |  |
| 6.    | «Heart's Going Out of Its Mind»                 | 2:50     |  |
| 7.    | «Finish Your Sentences (Dueto con Michael Ray)» | 2:49     |  |
| 8.    | «It Won't Always Be Like This»                  | 3:44     |  |
| 9.    | «Lightning in a Bottle»                         | 2:59     |  |
| 10.   | «Love Has No Heart»                             | 3:39     |  |
| 11.   | «Woman Down»                                    | 3:02     |  |
| 12.   | «You Kissed Me First»                           | 3:16     |  |
| 13.   | «Greener Grass»                                 | 4:04     |  |
| 43:02 |                                                 |          |  |